# Gewandhaus

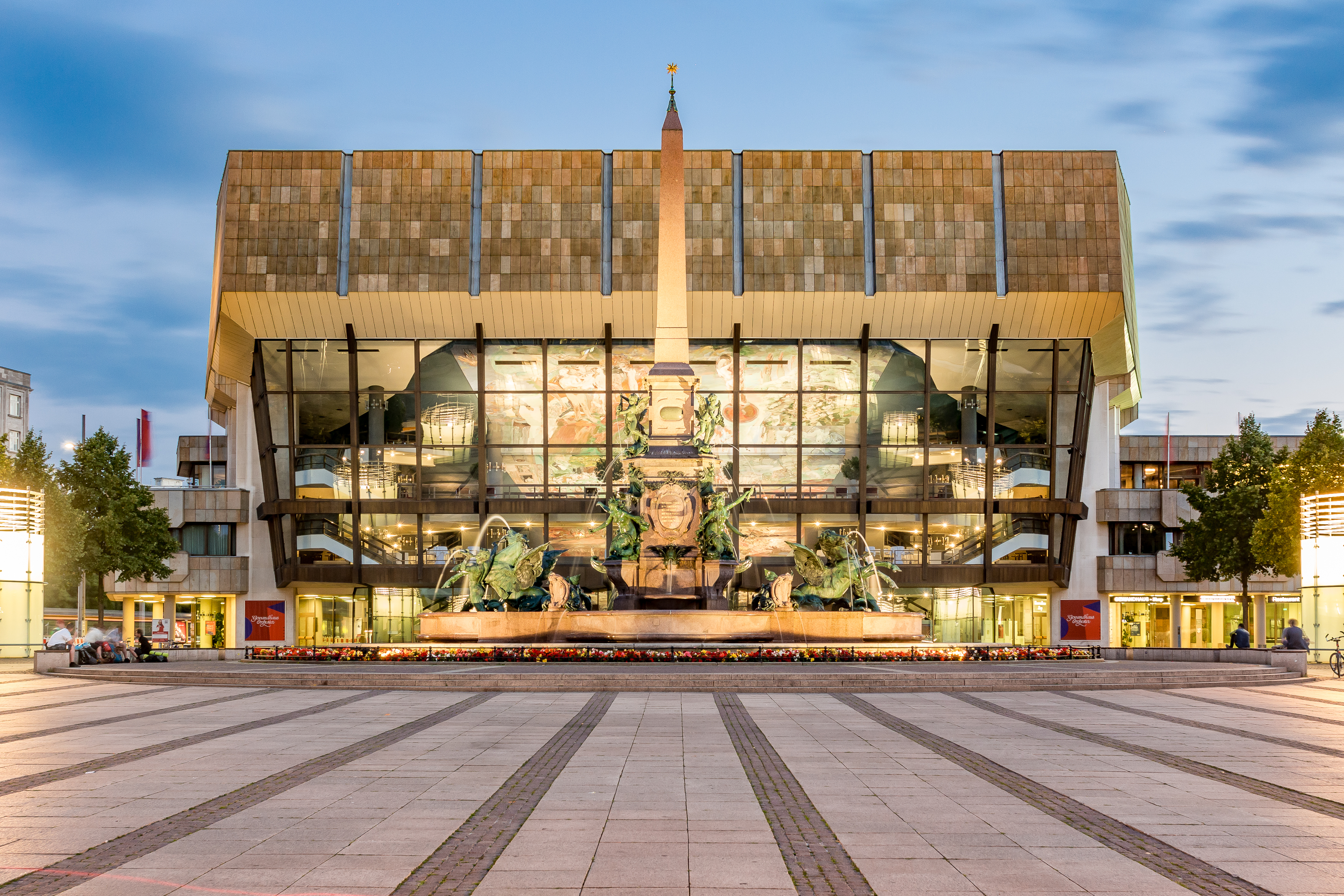
Gewandhaus (2016).

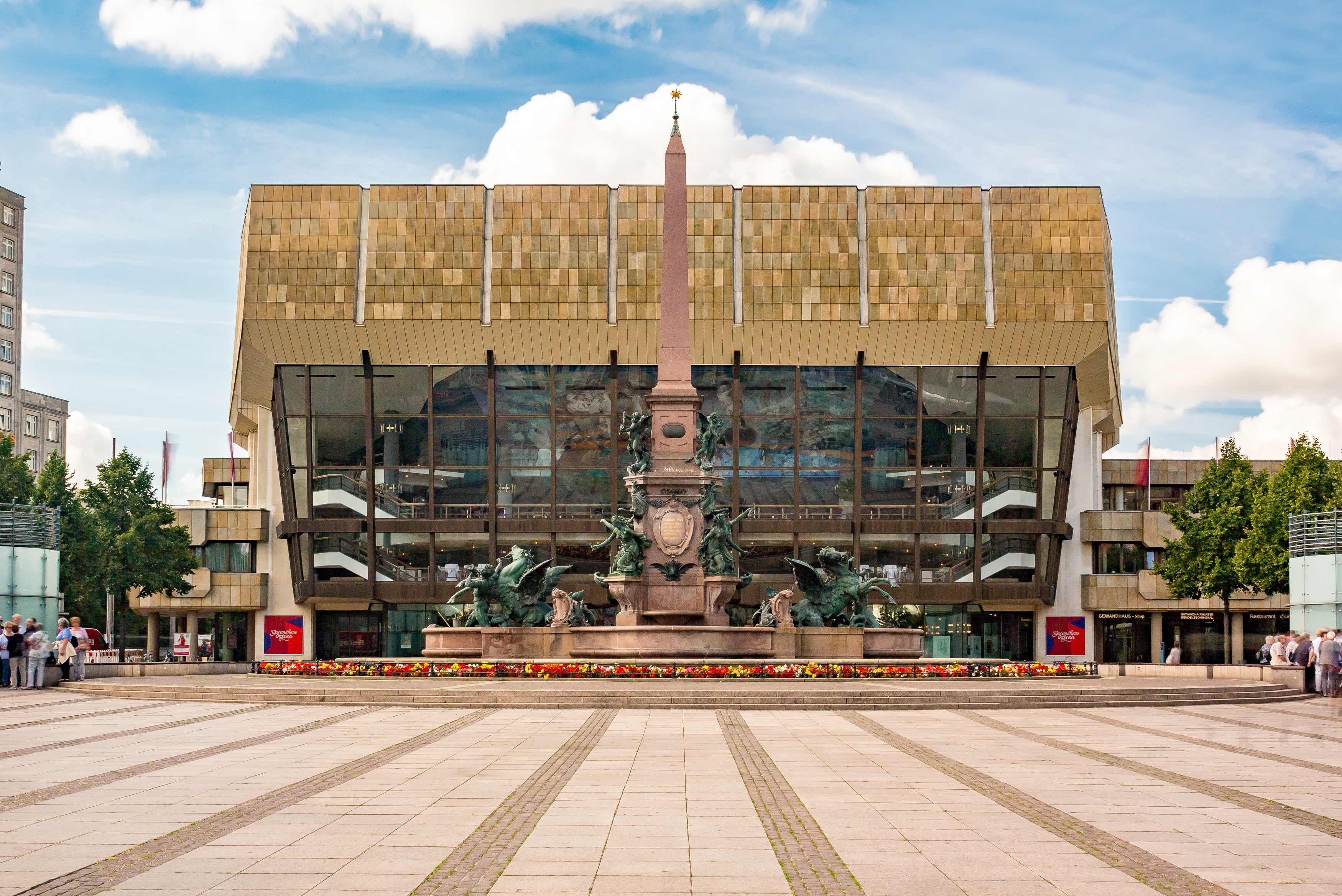
Gewandhaus (2016).

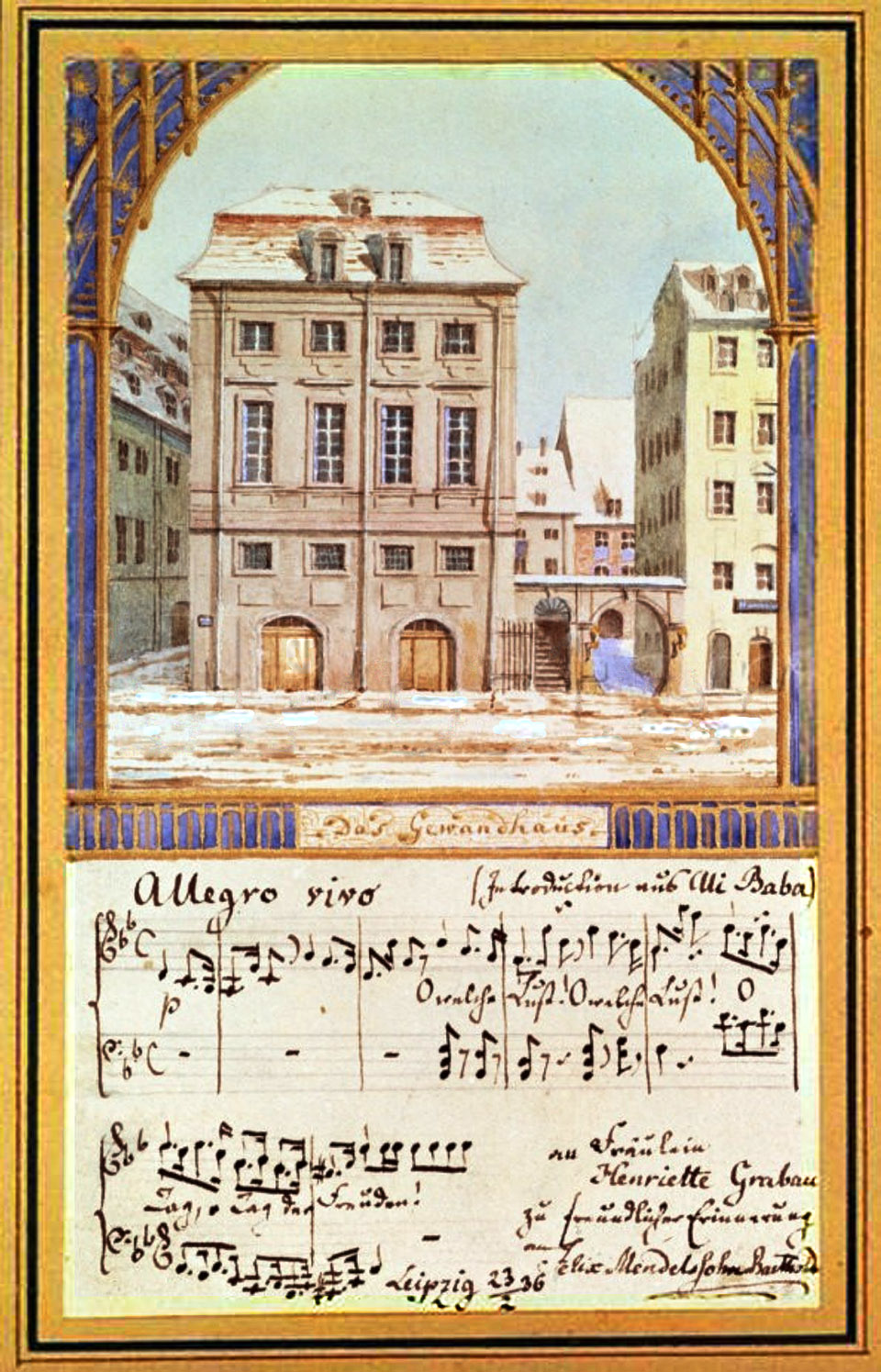
Het eerste Gewandhaus, schilderij van Felix Mendelssohn Bartholdy

Het Gewandhaus (Nederlands: Lakenhal) is een concertgebouw te Leipzig en de thuisbasis van het Gewandhausorchester. Het oude Gewandhaus dateert van 1498. Het werd in 1884 vervangen door het tweede Gewandhaus, dat in de Tweede Wereldoorlog verloren ging. In 1981 was het nieuwe Gewandhaus gereed.

## Het oudeGewandhaus
Het gebouw werd in 1498 opgericht als stedelijk arsenaal. Later werd de eerste verdieping in gebruik genomen door handelaren in wol en textiel, vandaar de naam Gewandhaus, te vergelijken met het Nederlandse lakenhal.
In 1780–1781 gaf de stad aan Johann Carl Friedrich Dauthe de opdracht een concertzaal te bouwen op de tweede verdieping. Op 25 november 1781 speelde het orkest uit 1743 Das neue Konzert er voor het eerst. Het orkest noemde zich nadien Gewandhausorchester. In 1823, 1831, 1842 en 1872 werd de concertzaal gerenoveerd en vergroot. Na 1842 was er plaats voor duizend toehoorders in plaats van de 500 voordien.
De bekendste dirigent was Felix Mendelssohn Bartholdy.

## Het tweedeGewandhaus

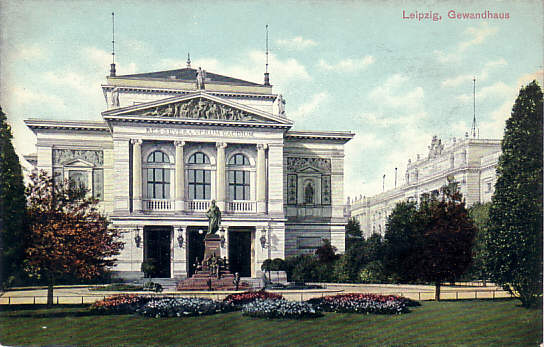
Het tweede Gewandhaus rond 1900

Op 11 december 1884 werd het Neues Gewandhaus gebouwd. Het had een grote zaal met 1700 plaatsen en een kleine voor kamermuziek met 650 plaatsen.
Het Koninklijk Concertgebouw is in 1888 hiernaar ontworpen.

De Boston Symphony Hall werd in 1900 als kopie gebouwd.
In de Tweede Wereldoorlog werd het door bombardementen op 3 en 4 december 1943 en op 20 februari 1944 zwaar beschadigd. Na de oorlog werd het gebouw in afwachting van herstel geconsolideerd maar uiteindelijk in 1968 afgebroken. Van 1944 tot 1945 speelde het orkest in de bioscoop Capitol. Van 1946 tot 1981 werden de concerten gehouden in de vergaderzaal van de dierentuin van Leipzig.

## Het nieuwGewandhaus

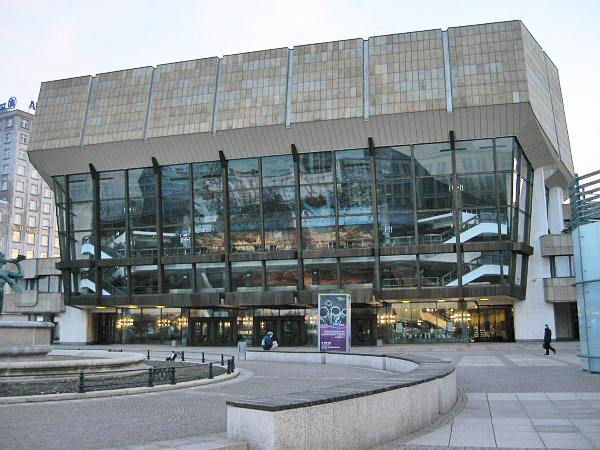
Het nieuwe Gewandhaus

Op 20 januari 1977 werd de eerste steen gelegd voor een nieuw Gewandhaus. De grote zaal biedt 1900 plaatsen, de kleine 498. Het werd geopend op 8 oktober 1981 met opvoering onder leiding van Kurt Masur van Siegfried Thieles Gesänge an die Sonne en Ludwig van Beethovens 9e Symfonie.

## Eerste uitvoeringen

### In het eersteGewandhaus
- Ludwig van Beethoven: 5e pianoconcert (1811)
- Franz Schubert: grote Symfonie in C majeur (21 maart 1839)
- Robert Schumann: 1e Symfonie Frühlingssinfonie opus 38 (31 maart 1841)
- Robert Schumann: 4e symfonie opus 120 (1e versie, 1841)
- Felix Mendelssohn Bartholdy: 3e symfonie Schotse (3 maart 1842)
- Felix Mendelssohn Bartholdy: vioolconcert in e mineur 64 (13 maart 1845)
- Robert Schumann: 2e symfonie opus 61 (5 november 1846)
- Richard Wagner: Voorspel tot Die Meistersinger von Nürnberg (2 juni 1862)
- Johannes Brahms: Ein deutsches Requiem (18 februari 1869)
- Johannes Brahms: vioolconcert in D majeur opus 77 (1 januari 1879)

### In het 2eGewandhaus
- Max Reger: vioolconcert in A majeur opus 101 (18 oktober 1908)
- Max Reger: pianoconcet in f mineur opus 114 (15 december 1910)
- Antonín Dvořák: celloconcert in A majeur (24 oktober 1929)

### In het nieuweGewandhaus
- Alfred Schnittke: symfonie nr. 3 (5 november 1981)